# Падок Лејк (Висконсин)
Падок Лејк (енгл. Paddock Lake) град је у америчкој савезној држави Висконсин.

## Демографија
По попису из 2010. године број становника је 2.992, што је 20 (-0,7%) становника мање него 2000. године.
| Група             | 2000.         | 2010.         |
| Белци             | 2.815 (93,5%) | 2.765 (92,4%) |
| Афроамериканци    | 12 (0,4%)     | 15 (0,5%)     |
| Азијати           | 21 (0,7%)     | 10 (0,3%)     |
| Хиспаноамериканци | 135 (4,5%)    | 157 (5,2%)    |
| Укупно            | 3.012         | 2.992         |